# 曾公馆
29°25′31″N 106°34′49″E / 29.42532°N 106.58019°E
曾公馆，原名唯庐，曾为國民革命軍将领曾子唯的住所，占地面积1410平方米，建筑面积857平方米，主体为土木结构。建筑风格上中西合璧，高墙围炉、坐北朝南，背侧为八角廊和宽敞院坝，附有防空地道、碉楼、庭阁、花园等结构。附近有南泉战役战场遗址，以及蒋介石小泉官邸、孔园、林森故居等中華民國大陸時期建筑。